# 黄细心
黄细心（学名：Boerhavia diffusa）为紫茉莉科黄细心属下的一个种。其分佈十分廣泛，包括印度、太平洋諸島和美國南部都能找到其蹤跡，在印度它被稱爲punarnava，被認爲有使人年輕的力量。

## 扩展阅读
- 維基物種上的相關：黄细心